# Марш глупости
Марш глупости: от Трои до Вьетнама — книга Барбары Такман, американской писательницы и историка. Книга была опубликована 19 марта 1984 года издательством Knopf в Нью-Йорке.

## Содержание
Книга посвящена «одному из самых убедительных парадоксов истории: проведению правительствами политики, противоречащей их собственным интересам». В ней подробно описываются четыре крупных примера безрассудства правительств в истории человечества: решение троянцев переместить греческого коня в свой город, неспособность пап эпохи Возрождения устранить факторы, которые привели к протестантской Реформации в начале шестнадцатого века, политика Англии в американских колониях при короле Георге III, и неправильный подход Соединенных Штатов к конфликту во Вьетнаме. Более половины книги посвящено участию США во Вьетнамской войне, тогда как остальные три тематических исследования короче.

## Критический прием
Книга была описана журналом Foreign Affairs как «в традициях Барбары Такман: читабельная, занимательная, интеллектуальная. Она должна привести широкую аудиторию к полезным размышлениям о „постоянстве ошибки“».
The New York Review of Books положительно отреагировал на книгу, заявив: «Поэтому системы и теории не должны навязываться прошлому. Факты прошлого должны говорить сами за себя. Почему история вообще должна преподать уроки? „Почему“ — спросила она с некоторым раздражением — „историю нельзя изучать, писать и читать ради неё самой, как запись человеческого поведения…?“ История — это не наука, это искусство. Истории нужны писатели или художники, которые могут передать прошлое читателям, и это было призванием Барбары Такман». 
Kirkus Reviews написал в обзоре от 15 февраля 1984 года: "Упражнение в исторической интерпретации, такое как это, отслеживание одной идеи через набор примеров, основаны на склонностях [Такман]; которые весьма очевидны. Такман применяет понятие безрассудства к «историческим ошибкам», имеющим некоторые общие черты: проводимая политика противоречила интересам самосохранения; она была не индивидуальной (приписываемой характеру конкретного индивида), а групповой; это была не единственная доступная политика; и ей следовали, несмотря на предчувствия, что она ошибочна. Единственный способ объяснить такую саморазрушительную политику, по мнению Такман, — это назвать её безрассудством; но это, как [Такман] видимо не осознаёт, ставит [такую политику] за пределы рационального объяснения.
В обзоре, опубликованном в мае 1984 года в The New Criterion, Пол Джонсон раскритиковал книгу за то, что она следует «традиционной, если не сказать избитой, линии, которую либеральные СМИ выработали в 1970-х годах: участие Америки во Вьетнаме было изначально ошибкой, которая усугублялась по мере роста и неизбежно терпела неудачу. [Такман] таким образом попадает в ловушку, которой историк, стремящийся извлечь уроки из прошлого, должен особенно тщательно избегать: предполагать, что то, что в конце концов произошло, должно было произойти» .
В «Нью-Йорк Таймс» Кристофер Леманн-Хаупт писал: «Как бы ни подходить к книге „Марш глупости“, она, мягко говоря, неудовлетворительна. О Вьетнаме, американской революции, папах эпохи Возрождения и троянском коне написаны лучшие книги». Он заключил: «Мало того, что [Такман] ограничилась более мелкими источниками истории, она совершила ещё один грех, отнесшись к ним поверхностно».
Книга также была рецензирована History Today.